# Eskilstuna Bryggeri AB

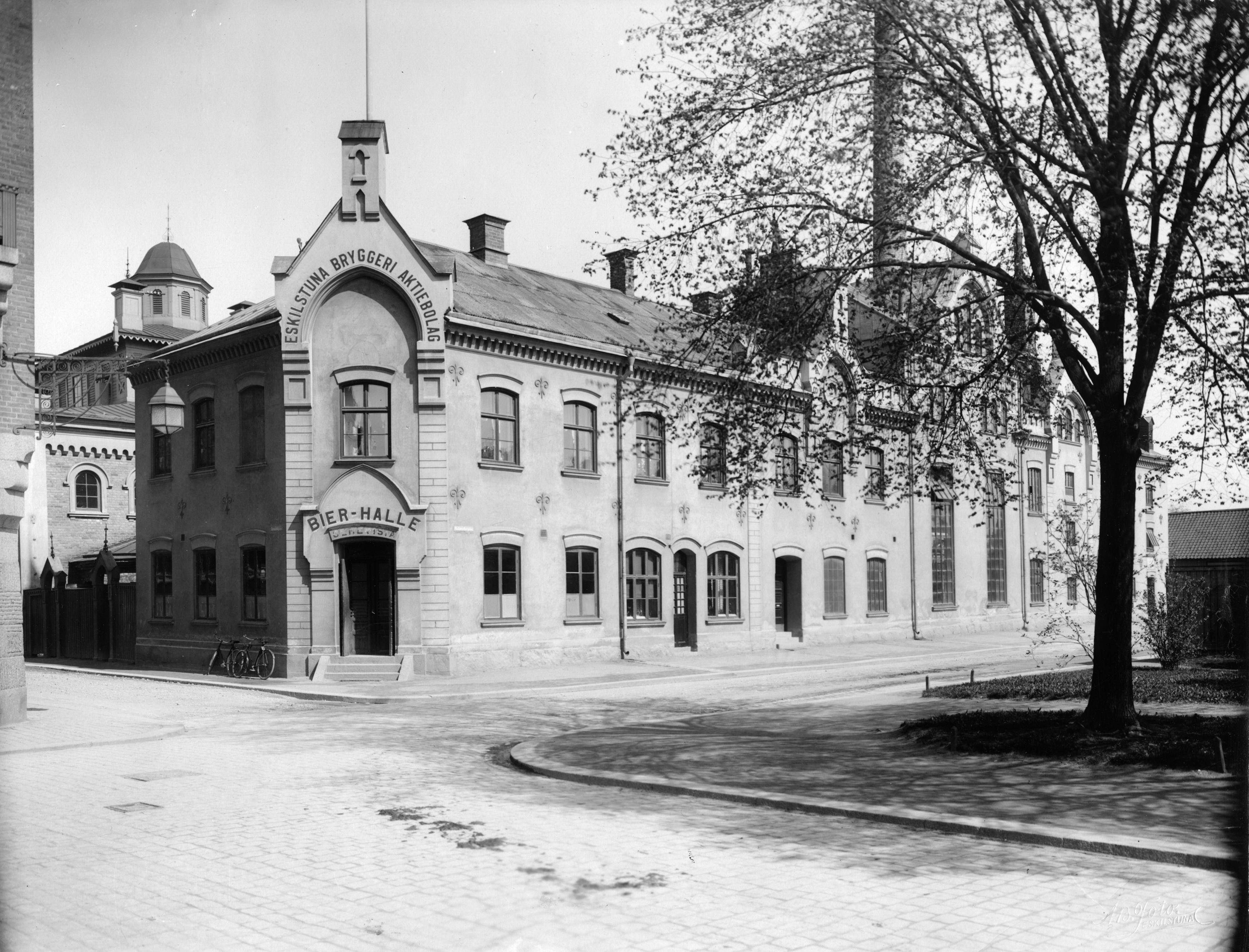
Eskilstuna Bryggeri, 1933.

Eskilstuna Bryggeri AB var ett bryggeri som var verksamt mellan 1874 och 1973, grundat av en grupp lokala entreprenörer i Eskilstuna med syftet att starta en bryggerirörelse. De första bryggeribyggnaderna uppfördes 1875 i hörnet av Rademachergatan och Careliigatan. Verksamheten mötte initialt svårigheter, vilket ledde till att bolaget köpte det konkurrerande Munktellska bryggeriet. Detta innebar starten på bolagets expansion, och senare förvärvades även Nya Bryggeri AB i Eskilstuna år 1917 och Strängnäs Bryggeri AB 1926. Under en tid hade bryggeriet även en kiosk vid Stålboga station som serverade dricka, godsaker och choklad till resande, inklusive militära. Kiosken arrenderades av Hilma Sofia Svärd, hustrun till dåvarande stationsföreståndaren i Stålboga, Gustaf Svärd.
Bryggeriet producerade ett brett sortiment av drycker, däribland pilsner av klass I och II, bayerskt öl, bocköl, svagdricka, läskedrycker samt mineralvatten.
Eskilstuna Bryggeri fortsatte att expandera och modernisera verksamheten under 1900-talet, med uppdateringar av bryggverket och maskinparken fram till 1940-talet. Mellan 1959 och 1963 marknadsfördes bryggeriets produkter som "Old Eskil". År 1961 köptes bolaget av AB Pripp & Lyckholm, och tre år senare blev det en del av det nybildade Pripp-Bryggeri AB.
År 1973 flyttade verksamheten till Hejargatan 21 i Eskilstuna, där fokus nu låg på lager och distribution efter att den egna produktionen hade upphört. Bryggeriets verksamhet avslutades slutligen 1987.